# Осока лежача
Осока лежача, осока приземкувата (Carex supina) — вид рослин родини осокові (Cyperaceae), поширений у помірних областях Європи й Азії, бореальних і субарктичних областях Північної Америки.

## Опис
Багаторічна трав'яниста рослина 5–20 см заввишки. Рослина з горизонтальними кореневищем, 5–7 см завдовжки, кореневі волоски темні. Жіночі колоски кулясті або овальні, сидячі. Мішечки округло яйцюваті, ≈3 мм довжиною, жовті, голі, з добре відособленим коротким циліндричним носиком. Їхні покривні луски широко-яйцеподібні, загострені, з широкими біло-перетинчастими краями, коротші від мішечків.

## Поширення
Поширений у помірних областях Європи й Азії, бореальних і субарктичних областях Північної Америки.
В Україні вид зростає в степах, на кам'янистих схилах, рідше в соснових лісах — у півд. ч. Полісся зрідка; в Лісостепу і Степу звичайний.